# Inna Ryskal
Inna Valeryevna Ryskal (em russo:  Инна Валерьевна Рыскаль, Bacu, 15 de junho de 1944) é uma ex-jogadora de voleibol russa, nascida na então República Socialista Soviética do Azerbaijão.
Jogando pela União Soviética, Ryskal conquistou quatro medalhas olímpicas consecutivas entre 1964 e 1976, sendo duas delas de ouro, em 1968 e 1972, e outras duas de prata, em 1964 e 1976. Além dos Jogos Olímpicos, esteve na equipe campeã mundial em 1970 e campeã europeia em 1963, 1967 e 1971.
Em 2000, recebeu uma menção honrosa da FIVB no Prêmio aos melhores do voleibol do século XX